# クローム (バンド)
クローム（Chrome）は、アメリカ合衆国のロック・バンド。1970年代末のニュー・ウェイヴ、ノイズ／インダストリアル・ミュージック・シーンにおける最重要バンドのひとつである。

## 概要
1976年にアメリカ合衆国のロサンゼルスでダモン・エッジ（ギター、ボーカル）を中心に結成された。翌年、ファースト・アルバム『ザ・ヴィジテーション』を自主レーベルから発表。ヘリオス・クリード（ギター）が参加したセカンド・アルバム『エイリアン・サウンドトラックス』（1978年）から注目されるようになった。エレクトリック・ギターのエフェクターやテープ操作を多用し、SF、ドラッグ、シニシズムなどのカルチャーを渾然一体にした独特のロックを演奏し、後続バンドのミニストリーらに大きな影響を与えた。サード・アルバム『Half Machine Lip Moves』（1979年）はその路線をさらにつきつめたもので、彼らの代表作となった。アルバム『レッド・エクスポージャー』（1980年）はダンス・ミュージックの要素を取り入れたポップ路線の作品で、メジャーレーベルのワーナーからリリースされ、日本盤も発売された。
1983年にダモン・エッジとヘリオス・クリードのふたりは決別し、ダモン・エッジがクローム名義にてフランスで活動を続けた。
1995年にダモン・エッジが死去すると、ヘリオス・クリードがクロームの名前を引き継ぎ、それまで続けていたソロ活動をクローム名義で行うようになった。

## ディスコグラフィ

### オリジナル期
- 『ザ・ヴィジテーション』 - The Visitation (1976年、Siren)

### エッジ/クリード期

#### スタジオ・アルバム
- 『エイリアン・サウンドトラックス・1&2』 - Alien Soundtracks (1977年、Siren) ※日本盤は『Alien Soundtracks II』との2in1
- Half Machine Lip Moves (1979年、Siren)
- 『レッド・エクスポージャー』 - Red Exposure (1980年、Beggars Banquet) ※旧邦題『赤い露光』
- 『ブラッド・オン・ザ・ムーン』 - Blood on the Moon (1981年、Don't Fall Off the Mountain/Beggars Banquet)
- 3rd from the Sun (1982年、Siren)

#### EP
- Read Only Memory (1979年、Siren)
- Inworlds (1981年、Don't Fall Off the Mountain/Beggars Banquet)

#### シングル
- "New Age" (1980年、Beggars Banquet)
- "Firebomb" (1982年、Siren)
- "Anorexic Sacrifice" (1982年、Subterranean)

#### コンピレーション・アルバム
- 『クローム・ボックス』 - Chrome Box (1982年、Subterranean)
- No Humans Allowed (1982年、Expanded Music)
- Raining Milk (1983年、Mosquito)
- 『ザ・クロニクルス・1&2』 - The Chronicles I (1987年、Dossier) ※日本盤は下記『II』との2in1
- The Chronicles II (1987年、Dossier)
- Half Machine Lip Moves/Alien Soundtracks (1990年、Touch & Go)
- Having a Wonderful Time with the Tripods (1995年、Dossier)
- Anthology 1979-1983 (2004年、Cleopatra)
- Half Machine from the Sun - The Lost Tracks from '79-'80 (2013年、King of Spades)

### ダモン・エッジ期

#### スタジオ・アルバム
- Into the Eyes of the Zombie King (1984年、Mosquito)
- Another World (1985年、Dossier)
- Eternity (1986年、Dossier)
- Dreaming in Sequence (1986年、Dossier)
- Alien Soundtracks II (1988年、Dossier)
- One Million Eyes (1988年、Dossier)
- Mission of the Entranced (1990年、Dossier)
- The Clairaudient Syndrome (1994年、Dossier)

#### ライブ・アルバム
- The Lyon Concert (1985年、Atonal)
- Live in Germany (1987年、Dossier)
- Liquid Forest (1990年、Dossier)

#### コンピレーション・アルバム
- Having a Wonderful Time in the Juice Dome (1995年、Dossier)
- Chrome Box II: 1983-1995 (2016年、Cleopatra)

### ヘリオス・クリード期

#### スタジオ・アルバム
- Retro Transmission (1997年、Cleopatra)
- Tidal Forces (No Humans Allowed Pt. II) (1998年、Man's Ruin)
- Ghost Machine (2002年、Dossier)
- Angel of the Clouds (2002年、Dossier)
- Dark Matter: Seeing Strange Lights (2008年、Cleopatra)
- Feel It Like a Scientist (2014年、King of Spades)
- Techromancy (2017年、Cleopatra)
- 『SCAROPY』 - Scaropy (2021年、Cleopatra)
- Blue Exposure (2023年、Cleopatra)

#### EP
- Third Seed from the Bud (1996年、Man's Ruin)

#### シングル
- "Torque Pound" (1997年、Gearhead) ※スプリット with マン・オア・アストロマン?

#### コンピレーション・アルバム
- Chrome Flashback/Chrome Live: The Best Of (1999年、Cleopatra)
- Chrome & Friends (2000年、Cleopatra)